# Apophtegme
Un apophtegme (du grec ancien ἀπόφθεγμα / apóphthegma : « précepte, sentence ») est une parole mémorable ayant valeur de maxime.

## Sens primitif du terme
En son sens premier, l'apophtegme est une proposition claire et concise qui résume en très peu de mots une pensée de grande portée en ce qui concerne la voie à suivre pour conduire sa vie extérieure ou intérieure. Une telle proposition est ainsi non seulement facile à mémoriser mais aussi digne de mémoire. C'est pourquoi elle est une sorte d'adage auquel on confère une autorité particulière en l'attribuant, de façon exacte ou apocryphe, à une personnalité remarquable des temps anciens. La différence entre l'apophtegme et l'adage est donc que le premier est attribué nominativement alors que le second est anonyme. Ainsi Plutarque rapporte systématiquement à leurs auteurs et à leur contexte les paroles des hommes illustres qu'il cite dans ses Apophtegmes des rois et des capitaines célèbres ou encore ses Apophtegmes des Lacédémoniens.
On a attribué quantité de maximes notoires aux Sept sages de Grèce. Le philologue Bruno Snell (en) estime que ces hommes étaient surtout reconnus pour leur enseignement oral. Les plus anciens et les plus cités sont, selon Ausone :
| Sage                  | Original grec       | Traduction                                |
| --------------------- | ------------------- | ----------------------------------------- |
| Chilon de Sparte      | Γνῶθι σεαυτόν.      | « Connais-toi toi-même. »                 |
| Solon d’Athènes       | Μηδὲν ἄγαν.         | « Rien de trop. »                         |
| Thalès de Milet       | Ἐγγύα, πάρα δ᾽ ἄτα. | « Ne te porte jamais caution. »           |
| Pittacos de Mytilène  | Γίγνωσκε καιρόν.    | « Reconnais l'occasion favorable. »       |
| Bias de Priène        | Οἱ πλεῖστοι κακοί.  | « La plupart des hommes sont mauvais. »   |
| Cléobule de Linde     | Μέτρον ἄριστον.     | « La modération est le plus grand bien. » |
| Périandre de Corinthe | Μελέτη τὸ πᾶν.      | « Prudence en toute chose. »              |

En tant que maximes, ces apophtegmes sont les prémisses majeures des syllogismes qui en droit permettent au quotidien à l'homme cultivé de conduire raisonnablement son existence, c'est-à-dire de faire la part du bien et du mal en toutes circonstances. Ainsi, puisque la modération est le plus grand bien comme le disait Cléobule, et que participer à une orgie s'oppose à la modération, alors participer à une orgie n'est pas un grand bien, il faut l'éviter.

## Apophtegme et aphorisme
Il ne faut pas confondre l'apophtegme et l'aphorisme bien que les deux cherchent également à dire de grandes choses en peu de mots. En effet, premièrement, il n'est pas nécessaire d'être une autorité antique pour être auteur d'un aphorisme ; deuxièmement, le sens d'un aphorisme peut ne pas être clair à première lecture et troisièmement, un aphorisme n'a pas nécessairement de vocation morale ou spirituelle. Ainsi Nietzsche a écrit nombre d'aphorismes et non des apophtegmes car il ne s'est jamais présenté comme une autorité ancienne ayant vocation à dispenser de penser soi-même de façon inventive et originale. Ensuite, la célèbre formule « on ne se baigne jamais deux fois dans le même fleuve » d'Héraclite n'est pas un apophtegme car son sens demande explication pour être bien comprise et elle est d'ordre ontologique voire épistémologique et non moral ou spirituel. Un tel aphorisme peut certes avoir des conséquences morales remarquables mais il n'énonce pas en tant que tel de règle de conduite, de sorte qu'il n'a pas valeur de maxime mais seulement d'observation factuelle.
Les derniers mots d'un mourant (particulièrement d'un condamné à mort) prennent parfois la forme d'un apophtegme : on parle alors d'ultima verba. 

## Évolution du sens du terme
Par la suite, le sens du terme d'apophtegme s'élargit quelque peu avec les Apophtegmes des Pères du désert, il ne s'agit plus seulement de brèves sentences inspirées mais cela peut concerner aussi de courtes anecdotes propices à la méditation et à la réflexion sur le chemin conduisant au divin. Mais on peut considérer aussi que les anecdotes et petits récits qui entourent les sentences sont plutôt des introductions ou des commentaires aux préceptes spirituels que ce texte contient. On y trouve encore de nombreux passages correspondant parfaitement aux indications précédentes, comme celui-ci : « Abba Mios, de Bélos, dit :  "L'obéissance répond à l'obéissance. Quand quelqu'un obéit à Dieu, Dieu aussi lui obéit". »
Plus récemment, le sens du terme s'est encore élargi, pour devenir par ironie beaucoup plus péjoratif, cela devient en effet une parole creuse qui n'a qu'une fausse apparence de sagesse. Ainsi Victor Hugo écrit dans Quatrevingt-treize que « Georgette ne faisait pas de phrases. C'était une penseuse ; elle parlait par apophtegmes. Elle était monosyllabique. » tandis que Georges Duhamel écrit dans Chronique des Pasquier : « Joseph est un cracheur d'apophtegmes. À Schleiter qui lui demande, par dérision : "Et l'argent?" il répond, les dents au clair : "L'argent, l'argent, c'est un truc. Oui, c'est un truc à trouver. Après, ça va tout seul". » Mais puisqu'il s'agit ici d'ironie, ce n'est que par confusion qu'on en vient à prendre des sentences banales ou étrangères à la volonté et donc aussi à la morale, comme « il vaut mieux être riche et bien portant que pauvre et malade », pour d'authentiques apophtegmes.